# ويليام وارنر

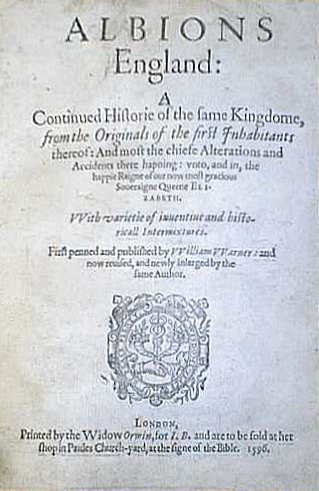
غلاف كتاب ألبيونز إنغلاند

ويليام وارنر هو شاعر إنكليزي (1558؟ - 1609)، ولد في لندن عام 1558، وتعلم في ماغدالين هول في أكسفورد، ولكنه ترك الجامعة دون حصوله على الشهادة، ومارس المحاماة في لندن واكتسب سمعة بين معاصريه كشاعر. وقد مات وارنر فجأة في أمويل في هيرتفوردشير يوم 9 مارس 1609.

## ألبيونز إنغلاند
كانت أهم أعماله هي قصيدة طويلة من أبيات من أربعة عشر مقطعا وتدعى ألبيونز إنغلاند Albion's England عام 1586 وأهداها إلى هنري كاري البارون الأول لهانسدون. والتاريخ الذي كتبه عن بلاده يبدأ من نوح وحتى زمن وارنر. والسجل دون شك متصل في أحداثه، وهو متنوع بالحوادث الخيالية، وأكثر حكاية معروفة منها هي قصيدة رعوية في الكتاب الرابع عن حب أرجنتيل ابنة ملك ديرا والأمير الدنماركي كوران. هنا يظهر فن وارنر البسيط نفسه على أحسن ما يمكن. كان كتابه ذا شعبية كبيرة جدا، ربما بسبب موضوعه الوطني، لكن من الصعب الفهم كيف صنفه فرانسيس ميرز مع سبينسر كزعماء الشعر البطولي في زمنهم، ووضع مقارنة بينه ويوربيديس.

## أعمال أخرى
أعماله الأخرى المهمة بان وسيرينكس، أو مزاميره المجمعة من سبعة أبواص (1585)، وهي مجموعة حكايات نثرية؛ وترجمة مينايخمي للمسرحي بلاوتوس (1595). وتضمن كتاب ألبيونز إنغلاند أصلا أربعة كتب، لكن العدد ازداد في قضايا متعاقبة، وصدرت طبعة بعد موته (1612) تحتوي على ستة عشر كتابا. وأعيدت طباعته (1810) في كتاب الشعراء الإنجليز لألكساندر تشالمرز.